# Wilhelm Gleim
Georg Wilhelm Gleim (* 28. Juli 1820 in Melsungen; † 9. Juli 1881 ebenda) war ein deutscher Jurist und Rittergutsbesitzer. 1874–1878 saß er im Reichstag.

## Leben
Gleim war Sohn des Tuchfabrikanten Johann Georg Gleim und dessen Gemahlin Anna Katharina geb. Wickmann. Sein jüngerer Bruder Franz Gleim übernahm die elterliche Tuchfabrik und war Abgeordneter des Preußischen Abgeordnetenhauses.
Wilhelm besuchte das Gymnasium zu Hersfeld und begann 1839 an der Philipps-Universität Marburg Rechtswissenschaft und Kameralwissenschaft zu studieren. Am 20. Juni 1842 wurde er im Corps Teutonia zu Marburg recipiert. 1843 schloss er sich auch den Marburger Corps Marcomannia und Hassia (xx,x) an. Er beendete das Studium an der Ruprecht-Karls-Universität Heidelberg. Nach ausgedehnten Reisen ließ er sich 1850 als Advokat in Sontra und Rotenburg an der Fulda nieder. Er erhielt ein Notariat und wurde in Melsungen als Justizrat charakterisiert. Er saß im Kommunallandtag vom Regierungsbezirk Kassel (1868), im Stadtrat von Rotenburg und im Kreistag des Kreises Rotenburg (Fulda). Als Mitglied der Nationalliberalen Partei wurde er bei der Reichstagswahl 1874 und der Reichstagswahl 1877 für den Wahlkreis Reichstagswahlkreis Regierungsbezirk Kassel 6 (Hersfeld, Rotenburg, Hünfeld) in den Reichstag gewählt.
Gleim starb kurz vor seinem 61. Geburtstag. Er war verheiratet mit Antonie geb. Lambrecht. Aus der Ehe stammt der Sohn Otto Gleim, Gouverneur von Kamerun.